# Tinta electrónica

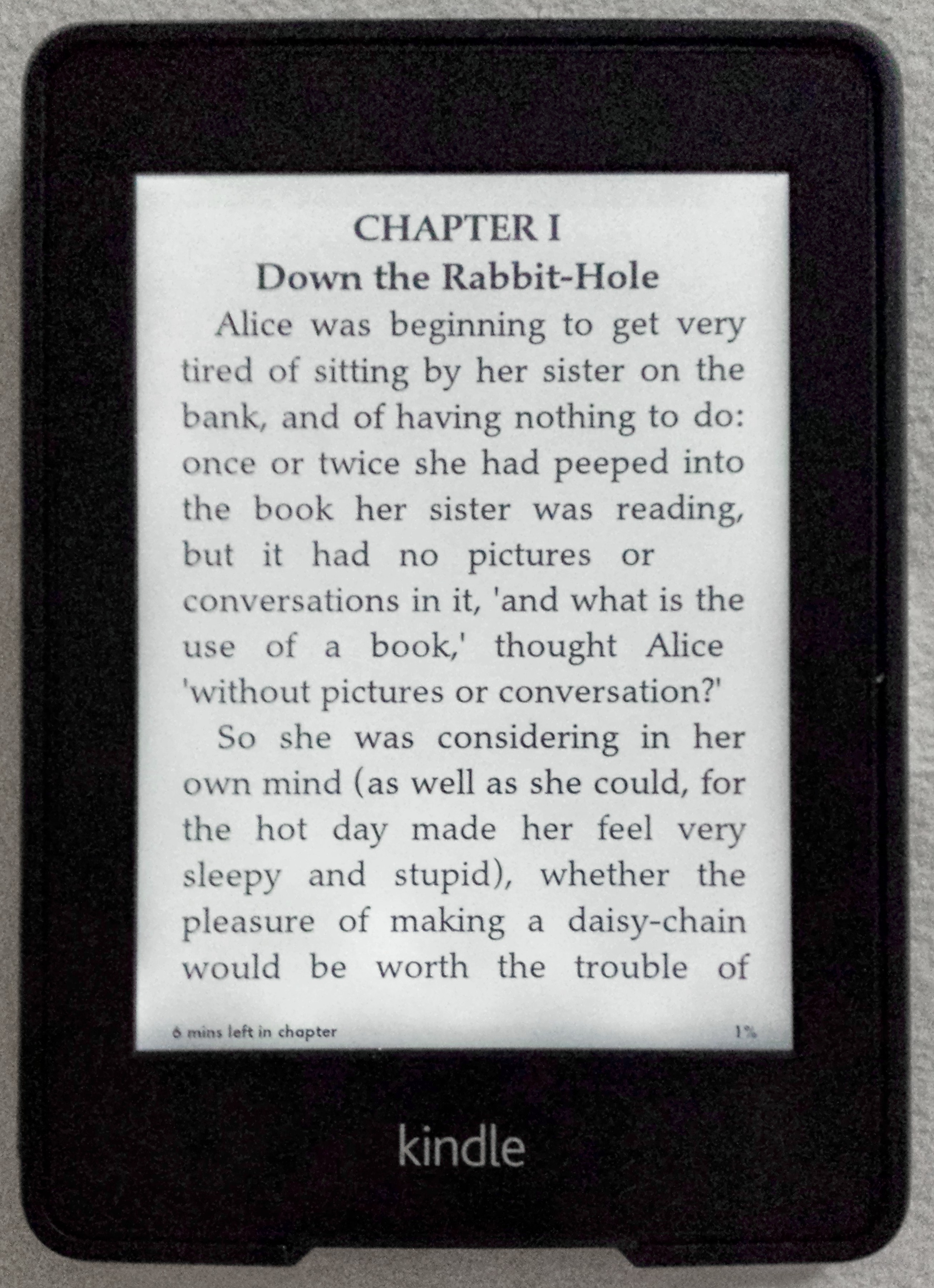
Kindle Paperwhite

La tinta electrónica, papel electrónico o e-paper es una tecnología que permite crear pantallas planas, tan delgadas como un papel, y con una flexibilidad que permite que se puedan enrollar. Estas pantallas representan información, usualmente, en blanco y negro y desde hace poco permiten visualizar imágenes en movimiento. En 2007 apareció el primer papel electrónico en color.

## Historia
En abril de 1997, los investigadores del Media Lab del MIT (Instituto de Tecnología de Massachusetts) crean la compañía E Ink para desarrollar una tecnología de tinta electrónica.
En julio de 2002, E Ink presenta el prototipo de la primera pantalla con esta tecnología. Esta pantalla es comercializada en 2004. Siguen otras pantallas para varias tabletas de lectura, entonces las primeras pantallas flexibles (que anuncian el papel electrónico) en blanco y negro.
En diciembre de 2020, se dio a conocer el primer panel flexible de tinta electrónica a color desarrollado por las empresas E Ink y Plastic Logic.

## Motivos de su creación
El desarrollo de esta tinta se debe a razones ecologistas, al ser la prensa el mayor consumidor de papel y tener los periódicos un periodo de vida de 24 horas, se ahorraría 300 toneladas diarias de papel; lo que se ha ganado el apoyo del público e incluso de grandes diarios como el New York Times, el cual planea un servicio de suscripción una vez que esta tecnología se popularice.

## Usos y aplicaciones

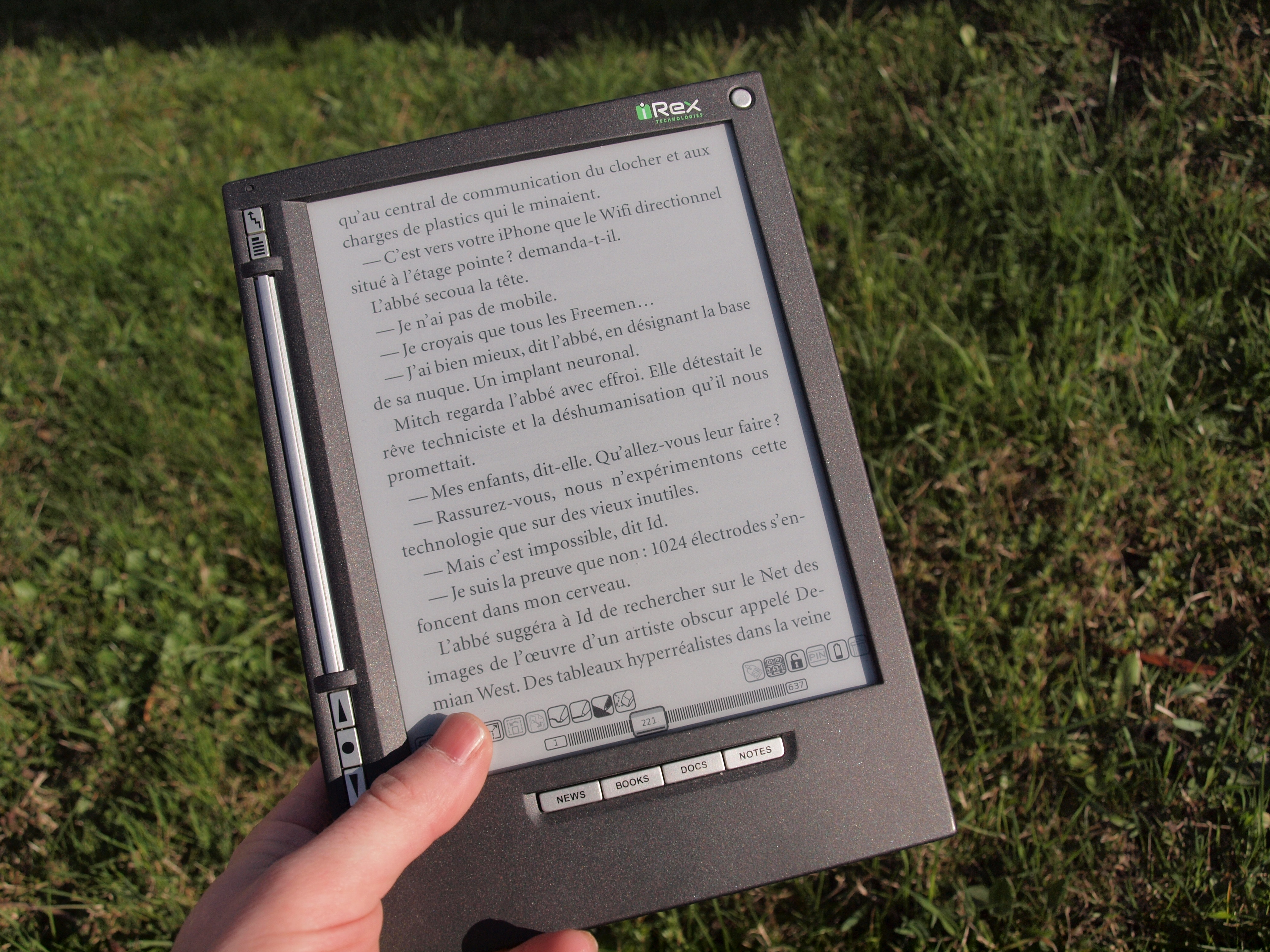
iLiad a plena luz del sol

La tinta electrónica es hoy en día la principal tecnología utilizada en los lectores de los libros electrónicos.
Su uso en un futuro podría extenderse a periódicos, revistas y otro tipo de publicaciones de forma habitual. Esto será posible cuando se hayan reducido los costos y se haya mejorado la tecnología del papel electrónico en color.

## Tecnología
| Leyenda | Descripción                         |
| ------- | ----------------------------------- |
| 1       | Capa superior                       |
| 2       | Capa de electrodo transparente      |
| 3       | Micro-cápsulas transparentes        |
| 4       | Pigmentos blancos de carga positiva |
| 5       | Pigmentos negros de carga negativa  |
| 6       | Aceite transparente                 |
| 7       | Capa de electrodos de los pixeles   |
| 8       | Capa inferior de soporte            |
| 9       | Luz                                 |
| 10      | Blanco                              |
| 11      | Negro                               |

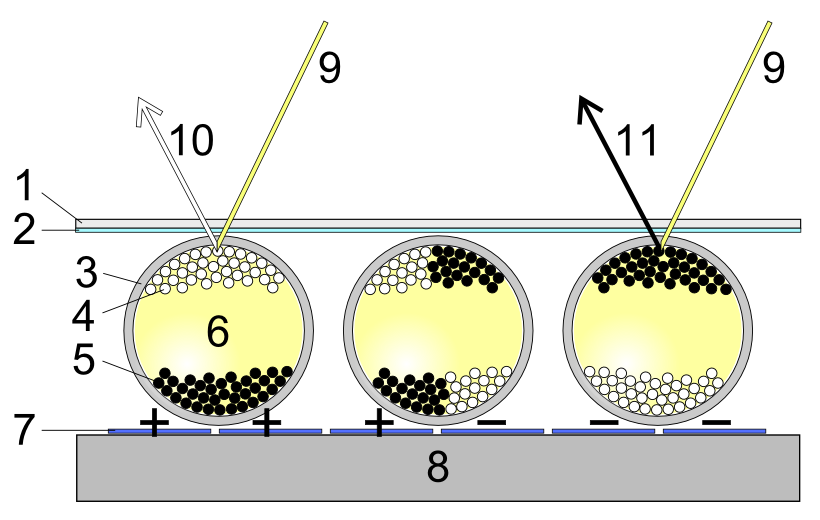
Esquema de la tecnología E Ink.

La tecnología de tinta electrónica intenta solucionar algunos problemas de las pantallas TFT y de cristal líquido como son el gran tamaño, la poca maleabilidad y el reducido rango de visión. Esta nueva técnica consigue reducir el consumo ya que no necesita retroiluminación y una gran movilidad al ser de 3 mm de grosor y ser flexible.
Las pantallas están formadas por tres capas, una con microtransmisores eléctricos, otra con el polímero y la tercera con una lámina protectora. En el polímero encontramos una matriz de millones de cápsulas que están flotando en un gel que permite que sean estimuladas electromagnéticamente. Mediante esta estimulación cada cápsula pasa a mostrar su cara blanca o negra, de manera que en la pantalla se representa un texto o gráfico.
En esta parte es donde se diferencia las dos tecnologías que compiten por el desarrollo, E-Ink y Gyricon.
Gyricon, desarrollada por Xerox es la pionera en este campo pero la que menos resolución presenta. Las cápsulas son esferas con dos partes, una mitad negra y otra blanca, la primera cargada positivamente y la blanca negativamente.
De esta forma al estar sumergida en gel si el transmisor eléctrico es positivo la parte negra tiende a subir y si se aplica una carga negativa aparecerá la blanca, la combinación de estas cápsulas consigue representar los textos o gráficos. E-Ink, desarrollada posteriormente es la más utilizada ya que consigue una mayor resolución. En este caso las cápsulas están rellenas de partículas de titanio blancas y negras cargadas eléctricamente, sumergidas en un líquido viscoso. Cada cápsula está asociada a dos transmisores y de esta forma se puede conseguir que asciendan todas las partículas negras, todas las blancas o mitad y mitad, de manera similar al método usado por Xerox.
Las principales ventajas de la tinta electrónica son resoluciones efectivas superiores a los 150 dpi, superando claramente a los 70 dpi de las TFT o LCD. Además, al no necesitar retroiluminación y disponer de mayor brillo que las TFT se consigue una visualización desde cualquier ángulo, incluso con luz del sol. También se consigue un ahorro de energía considerable, ya que no es necesario voltaje para conseguir mantener la imagen en pantalla una vez representada.
Pero no todo son ventajas. Esta tecnología presenta dos grandes inconvenientes: por un lado, aunque sí se han conseguido desarrollar pantallas en color, éstas son muy caras (12.000 € aprox.), y por otro, la velocidad de actualización no es muy elevada. Sin embargo, es ideal para aparatos lectores de libros electrónicos. Ya hay multitud de modelos en el mercado.